# Querida Júlia
Querida Júlia é um talk-show português transmitido na SIC, apresentado por Júlia Pinheiro. Querida Júlia estreou a 14 de Março de 2011, às 10h, substituindo o programa Companhia das Manhãs. O programa acabou a 31 de Janeiro de 2014 para dar lugar ao programa também apresentado por Júlia Pinheiro mas com a companhia de João Paulo Rodrigues, Queridas Manhãs.

## Formato
Querida Júlia é um programa que retrata factos da actualidade e dá destaque a temas e pessoas que marcam a sociedade portuguesa. O programa tem várias rubricas diárias, sendo uma delas conduzida pelo jornalista Hernâni Carvalho, que analisa crimes da actualidade que marquem a agenda noticiosa. Cláudio Ramos e Ana Marques, por sua vez, abordam os destaques da vida social dos famosos na rubrica "Jornal Rosa". O passatempo para os telespectadores ganharem dinheiro é o "Jogo da Glória".
O programa teve também a rubrica "Top Gasolineiras" que pretendia descobrir novos talentos na música portuguesa.
Em Outubro de 2012, o programa recebeu um novo genérico.

## Rúbricas

### Jornal Rosa
O Jornal Rosa é a rubrica onde Cláudio Ramos e Ana Marques, por sua vez, abordam os destaques da vida social dos famosos com notícias que saem nas revistas cor-de-rosa.

## Colaboradores
- Cláudio Ramos
- Ana Marques
- Hernâni Carvalho
- Mário Zambujal
- Helena Sacadura Cabral
- Luís Maia (repórter)
- Paulo Futre

## Jogo da Glória
O Jogo da Glória é o passatempo do programa, em que os espectadores são convidados a participar ligando para o número 760 300 600 . Cada telefonema terá o custo fixo de 0,60€ + IVA à taxa legal em vigor, podendo o participante ligar as vezes que desejar.

## Prémios
O programa foi galardoado com o Prémio Arco-íris 2011, da Associação ILGA Portugal, pelo seu contributo na luta contra a discriminação e a homofobia.